# Toobin'
Toobin' es un videojuego para máquina recreativa programado en Atari Games en 1988. Uno o dos jugadores controlan un hombre subido a un flotador, debiendo intentar atravesar sanos y salvos una serie de ríos y canales donde son atacados por cocodrilos, submarinos, cazadores, osos, marcianos y hasta el mismísimo diablo. El control se realiza a través de cinco botones, con cuatro de ellos se controlan las manos y con un quinto se pueden lanzar latas para aturdir a los enemigos o destruir alguno de los peligros. Los diferentes niveles incluyen el río Colorado, el Amazonas, los canales de Marte, un río del Jurásico o una pesadilla, entre otros. 
La principal virtud de este arcade, además de ser técnicamente notable para la época, es tener un sistema de puntuación más profundo y complejo de lo habitual, con diferentes formas de incrementar los puntos logrados como descubrir letras ocultas en ramas o pasar a través de boyas que indican el camino. En este sentido se emparenta con otros arcades anteriores como Paperboy o Psychic 5 y posteriores como la saga Donpachi/DoDonpachi, aunque pertenezcan a diferentes géneros.
Se realizaron versiones más simples de Toobin' para otras plataformas, como la consola NES o los ordenadores Spectrum, Commodore 64 y Amstrad, y ha aparecido en diferentes recopilatorios de arcades clásicos en sistemas más recientes.